# Кращі часи
«Кращі часи» (англ. The Best of Times, досл. «Найкращі часи») — американський фільм 1986 року. В головних ролях знялись Робін Вільямс та Курт Рассел. Режисер Роджер Споттісвуд. Світова прем'єра відбулась 31 січня 1986 року.

## Опис фільму
Глухе каліфорнійське містечко Тафт відоме лише своєю нафтовою свердловиною та командою з американського футболу. У 1972 році футбольна команда містечка Тафт програла команді «Бейкерсфілд». Програла через гравця Джека Данді, що не зміг спіймати м'яча, кинутого квотербеком Ріном Гайтавером.
Минуло 13 років. Джек Данді одружився й став віцепрезидентом банку. Ріно Гайтавер працює у власній автомайстерні.
Джек Данді вирішує переграти матч тринадцятирічної давнини. Однак ні мешканці міста, ні найкращий гравець тих часів Ріно Гайтавер не поділяють ентузіазму Джека. Чи вдасться йому розбуркати сонне містечко і наново переписати історію?

## В головних ролях
- Робін Вільямс — Джек Данді
- Курт Рассел — Ріно Гайтавер
- Памела Рід — Джиджи Гайтавер
- Голлі Пеланс — Еллі Данді
- Дональд Моффет — Полковник
- Марґарет Віттон — Дарла
- М. Еммет Волш — Чарлі
- Донован Скотт — Едді
- Р. Г. Армстронґ — Шютте
- Даб Тейлор — Мак
- Карл Беллентайн — Артуро
- Кетлін Фріман — Роузі
- Тоні Плана — Чіко
- Кірк Камерон — Тедді
- Робін Лайвлі — Джекі